# 화이트 로투스
《화이트 로투스》(영어: The White Lotus)는 HBO에서 2021년 7월부터 방영된 미국의 앤솔러지 코미디 드라마이다.
본래 6부작 리미티드 시리즈로 기획되었으나, 평단 및 대중의 호평으로 시즌 2 제작이 결정되어 2022년 10월 방영되었다.